# Wilsberg: Gene lügen nicht
Gene lügen nicht ist die 74. Folge der Fernsehfilmreihe Wilsberg. Die Episode wurde am 15. Januar 2022 erstmals im Samstagabendprogramm des ZDF ausgestrahlt.

## Handlung
Overbeck sieht die Zukunft der Münsteraner Polizei in der genetischen Analyse von DNA-Spuren. Während Kommissarin Anna Springer nicht viel damit anfangen kann, ist Kriminalrat Schaaf begeistert und teilt Overbeck eine eigens dafür eingerichtete Taskforce zu. Der erste Fall betrifft die vor zehn Jahren ermordete Nadja Hesselmeier. Anhand einer Auswertung der Gen-Analyse-Firma „Roots“ stößt Overbeck auf Ekki, dessen DNA zu ca. 25 % mit der des Täters übereinstimmt – der Täter ist demnach ein naher Verwandter, wahrscheinlich ein Halbbruder. Overbeck wirft Ekki vor, seinen Halbbruder zu decken, doch Ekki weiß nichts von einem solchen. Da eine entsprechende DNA aber offenbar existiert, macht er sich auf die Suche.
Die Schwester seiner verstorbenen Mutter überreicht ihm deren Tagebuch, worin sich ein Foto einer vorehelichen Affäre befindet. Merle findet durch Bildersuche diesen Lover, der Ekki den Kontakt zu seinem Halbbruder Bernhard vermittelt. Die beiden verstehen sich auf Anhieb. Doch Ekki wird von Overbeck verfolgt, der Bernhard für den Mörder von Nadja Hesselmeier hält. Bernhard kann entkommen und bei seinem Vater unterschlüpfen. Ein Einbruch bei „Roots“ sichert ihm genügend Beweise für krumme Geschäfte – das Unternehmen übermittelt ganze Datensätze samt Risikoanalysen an gut zahlende Kunden wie Banken und Versicherungen. Das ist auch der Grund, weshalb Georg weder Kredit noch Krankenversicherung mehr bekommt.
Bei einem vereinbarten Treffen finden sie Bernhard nur tot vor. Er hatte eine führende Zeitung angerufen und ihr die Story angeboten. Für Overbeck ein klarer Suizid aus Schuldbewusstsein, doch als kurz darauf Bernhards Wohnsitz ohne Kenntnis von Anna Springer von einem angeblichen Spurensicherungsteam durchsucht wird, ist klar, dass dort Beweise vernichtet werden sollen. Bernhard hat Ekki bei der telefonischen Verabredung einen Hinweis auf eine versteckte Sicherungskopie gegeben, anhand derer die Schuldigen festgenommen werden können. Der Inhaber einer Samenbank tauscht mit „Roots“ genetische Datensätze aus, er hat Nadja Hesselmeier vergewaltigt und ermordet und das von Bernhard gerade gespendete Sperma an ihrem Körper angebracht.
Overbeck bekommt von Kriminalrat Schaaf einen geharnischten Verweis dafür, mit so krummen Unternehmen zusammengearbeitet zu haben.

## Hintergrund
Die Dreharbeiten fanden von März bis Mai 2021 in Münster, Köln und Umgebung statt. Wegen der Corona-Pandemie wurden die Drehorte vorher nicht bekanntgegeben, um Menschenansammlungen zu vermeiden. Die Episode wurde parallel mit Schmeckt nach Mord (Arbeitstitel) gedreht.
Der Running Gag Bielefeld erscheint in Form des aus vorigen Folgen schon bekannten Wegweisers „Bielefeld 13 km“, der als Deko in der Kneipe Rocksee an der Wand hängt (ab 25:20).
Im Abspann ist der Titel He Ain't Heavy, He's My Brother von der britischen Beat-Band The Hollies aus dem Jahr 1969 zu hören.

## Rezeption

### Einschaltquote
Bei der Erstausstrahlung von Gene lügen nicht am 15. Januar 2022 im ZDF wurde der Film in Deutschland von 7,86 Millionen Zuschauern gesehen und erreichte einen Marktanteil von 26,4 Prozent.
Eine Abweichung im Prozentbereich liefern die Quotennews vom gleichen Autor:

„Die Zahlen sind erneut schlichtweg fantastisch. «Wilsberg - Gene lügen nicht» fährt für das Zweite den nächsten absoluten Quoten-Erfolg ein und kann sich mit 7,87 Millionen Zuschauern auf Platz acht in den Top-Ten der «Wilsberg»-Übertragungen einreihen. Mit dem Marktanteil von 26,4 Prozent schrammte die gestrige Ausgabe sogar knapp am besten jemals gespeicherten Marktanteil vorbei, jedoch war hier «Wilsberg - Aus heiterem Himmel» am 22. Mai 2021 mit 26,5 Prozent noch minimal besser.“

### Kritik
Tilmann P. Gangloff gibt dem Film bei tittelbach.tv insgesamt 4,5 von 6 Sternen.
Der Autor bezeichnet die 74. Episode als „vorzüglich“. Sie bringe alles mit, was einen guten „Wilsberg“-Krimi ausmache: „eine Geschichte, die zunehmend komplexer wird, ein Wiedersehen mit Figuren aus früheren Filmen, ein großes, durch viele junge Gesichter ergänztes Ensemble, wunderbare Dialoge und viele kleine Überraschungen“, so Gangloff.
Oliver Armknecht von film-rezensionen.de vergibt für diese Episode 5 von 10 Punkten. Der „sehr emotionale Aspekt“, dass Ekki einen Familienangehörigen kennenlerne, von dem er selbst nichts wusste, werde „gleichgültig weggeworfen“ und kaum genutzt. Zwischenzeitlich sei der Kriminalfall zwar unterhaltsam, schlussendlich aber wenig bemerkenswert.